# Mesothisa royi
Mesothisa royi là một loài bướm đêm trong họ Geometridae.